# Ideal Shop
Der Ideal Shop war eine kleine US-amerikanische Manufaktur zur Herstellung von Automobilen der Marke Ideal.

## Beschreibung
Das Unternehmen bestand nur 1914 und hatte den Sitz in Buffalo im US-Bundesstaat New York. Ein Prototyp wurde erfolgreich getestet. Wie viele Fahrzeuge danach tatsächlich gebaut wurden, ist unbekannt. Es zeigte sich, dass die Nachfrage nach solchen Fahrzeugen, die 1912 in den USA rasant eingesetzt hatte, ebenso plötzlich nachließ.
Es gab mehrere US-amerikanische Hersteller von Personenkraftwagen der Marke Ideal: Ideal Automobile Manufacturing Company, Richmond & Holmes Company, B. & P. Company, Ideal Motor Vehicle Company, Ideal Runabout Manufacturing Company, Bethlehem Automobile Company, Ideal Electric Vehicle Company, Ideal Shop und Bethlehem Motor Truck Company.

## Fahrzeuge
Die Fahrzeuge hatten einen Zweizylindermotor von Spacke. 88,9 mm Bohrung und 93,218 mm Hub ergaben 1157 cm³ Hubraum. Damit lag der Hubraum oberhalb des Limits für Cyclecars. Die Motorleistung von 13 bhp (9,7 kW) wurde über ein Zweigang-Planetengetriebe und Riemenantrieb auf die Hinterachse übertragen. Der Radstand betrug 76 Zoll (1390 mm), die Spurweite 36 Zoll (91 mm). Drei Versionen wurden angeboten: Einsitzer, Zweisitzer mit hintereinander liegenden Sitzen (Tandemanordnung) oder Zweisitzer mit zwei nebeneinander liegenden Sitzen. Die geringe Spurweite lässt allerdings vermuten, dass letztere Variante zu beengten Platzverhältnissen geführt hat.

## Modelle
| Modell   | Bauzeitraum | Zylinder | Leistung        | Radstand | Aufbauten                        |
| -------- | ----------- | -------- | --------------- | -------- | -------------------------------- |
| Cyclecar | 1914        | 2        | 13 bhp (9,7 kW) | 1390 mm  | Einsitzer                        |
| Cyclecar | 1914        | 2        | 13 bhp (9,7 kW) | 1390 mm  | Roadster 2 Sitze (Tandem)        |
| Cyclecar | 1914        | 2        | 13 bhp (9,7 kW) | 1390 mm  | Roadster 2 Sitze (nebeneinander) |